# Hordeum marinum
La cebada marina (Hordeum marinum) es una especie de planta fanerógama,  herbácea con tallo de caña hueca que presenta entrenudos, cada tallo presenta una espiga. Las hojas formadas por una vaina basal y laminadas por la lígula. Su espiga es la inflorescencia de la planta que se considera prolongación del tallo.

## Subespecies
- H. marinum var. gussoneanum
- H. marinum var. marinum

## Sinónimos
- H. maritimum Stokes ex With.
- Critesion marinum (Huds.) Á.Löve
- H. geniculatum All.
- H. gussoneanum Parl.
- H. hystrix Roth

- Datos: Q160217
- Multimedia: Hordeum marinum / Q160217
- Especies: Hordeum marinum